# Колъуей (окръг, Мисури)
Окръг Колъуей (на английски: Callaway County) е окръг в щата Мисури, Съединени американски щати. Площта му е 2194 km², а населението - 40 766 души (2000). Административен център е град Фултън.